# Alexander Archipenko
Alexander Archipenko (ukrainsk: Олександр Порфирович Архипенко tr. Oleksandr Porfyrovytj Arkhypenko ; født 30. maj 1887 i Kyiv, Ukraine, død 25. februar 1964 i New York) var en amerikansk billedhugger af ukrainsk herkomst; han regnes for en foregangsmand inden for moderne billedhuggerkunst.